# ژنرال لشکر
ژنرال لشکر (انگلیسی: Divisional general) گونه‌ای از درجه ژنرالی است، که فرماندهی یک لشکر ارتش را برعهده دارد و در ارتش کشورهای اسپانیا، فرانسه و لهستان بکار گرفته می‌شود. این رتبه در اغلب ارتش‌های جهان، معادل درجه سرلشکری می‌باشد.